# Ústavní zákon o Ústavním soudu České a Slovenské Federativní Republiky
Ústavní zákon o Ústavním soudu České a Slovenské Federativní Republiky byl ústavní zákon přijatý Federálním shromáždění České a Slovenské Federativní republiky dne 27. února 1991 a vyhlášený ve Sbírce zákonů pod číslem 91/1991 Sb. Tento ústavní zákon nahradil hlavu šestou ústavního zákona o československé federaci. Členil se pouze na 22 článků a byl jím zřízen Ústavní soud České a Slovenské Federativní Republiky, jehož organizace a řízení bylo dále upraveno zákonem o organizaci Ústavního soudu České a Slovenské Federativní republiky. Stanovil sídlo Ústavního soudu České a Slovenské Federativní Republiky v Brně.
Tento zákon byl zrušen 1. ledna 2024 zákonem o zrušení obsoletních právních předpisů.